# Melittomma sicardi
Melittomma sicardi är en skalbaggsart som beskrevs av Maurice Pic 1939. Melittomma sicardi ingår i släktet Melittomma och familjen varvsflugor. Inga underarter finns listade i Catalogue of Life.